# 9月25日
9月25日（くがつにじゅうごにち）は、グレゴリオ暦で年始から268日目（閏年では269日目）にあたり、年末まであと97日ある。

## できごと

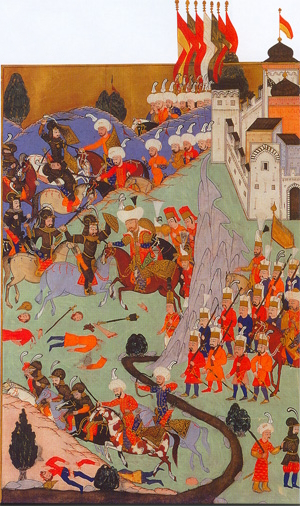
ニコポリスの戦い(1396)。フランス騎士たちの無謀さを象徴した

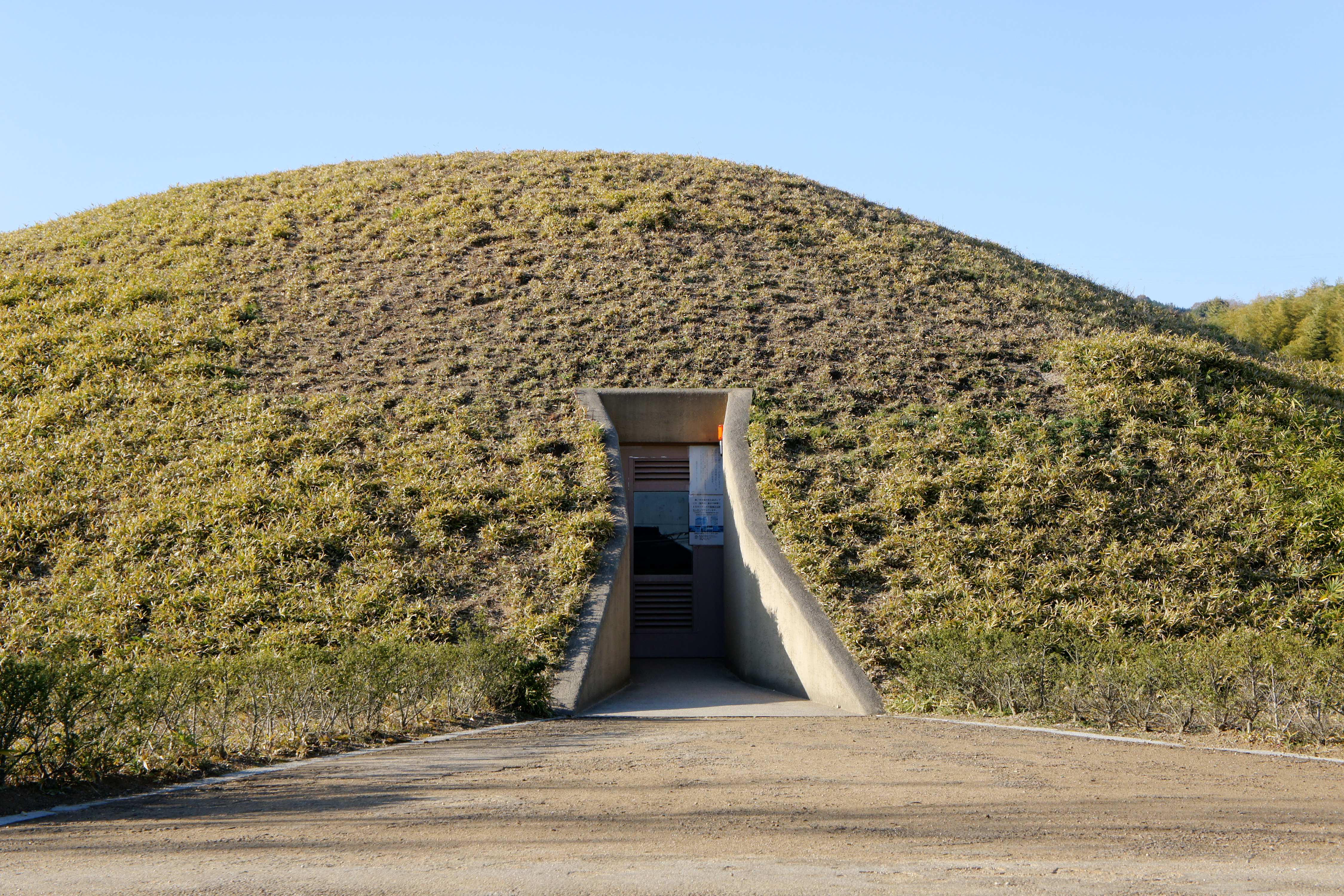
藤ノ木古墳の石室、石棺発掘(1985)。穴穂部皇子と宅部皇子が被葬者と推測されている

- 275年 - タキトゥスがローマ皇帝に即位。
- 762年 - アッバース朝に対するアリッド反乱（Alid revolt of 762–763）が始まる。
- 1066年 - スタンフォード・ブリッジの戦い。イングランド王ハロルド2世が、弟トスティとノルウェー王ハーラル3世を破る。
- 1237年 - イングランド王ヘンリー3世とスコットランド王アレクサンダー2世によりヨーク条約（Treaty of York）が結ばれる。
- 1340年 - 百年戦争: イギリスのエドワード3世とフランスのフィリップ6世がエスプシャンの停戦（Truce of Espléchin）に合意し停戦。
- 1347年 - フォワ伯ガストン3世によりベルン独立宣言（Déclaration d'indépendance du Béarn）がなされる。
- 1352年（観応3年8月17日） - 光厳上皇の皇子である弥仁王が、継体天皇の先例および孝文皇帝の故実をもとに践祚（後光厳天皇）[1]。治天は西園寺寧子。
- 1396年 - ニコポリスの戦い。バヤズィト1世率いるオスマン帝国軍がヨーロッパ諸国軍に圧勝。
- 1513年 - スペインの探検家バスコ・ヌーニェス・デ・バルボアが、ヨーロッパ人で初めて太平洋に到達。
- 1555年 - アウクスブルクの和議が成立。神聖ローマ帝国がルター派を容認。
- 1690年 - アメリカで最初に発行された複数ページの新聞であるパブリック・オカレンシズがボストンで発行される。9月29日に植民地政府により発行を禁じられる。
- 1759年 - 七年戦争: ホイエルスヴェルダの戦い。
- 1775年 - アメリカ独立戦争: ロングポイントの戦い。
- 1789年 - 後の第4代アメリカ合衆国大統領となった下院議員ジェームズ・マディソンによって下院に憲法改正（権利章典（改正1～10条）やアメリカ合衆国憲法修正第27条など）案が提出される。
- 1795年 - ヴァンデの反乱: サン＝シル＝アン＝タルモンダイスの戦い（Bataille de Saint-Cyr-en-Talmondais）
- 1809年 - チロルの反乱（Tyrolean Rebellion）: コル・ド・リューグの戦い（Bataille du col de Lueg）
- 1868年 - ロシア帝国のフリゲート艦「アレクサンドル・ネフスキー（Russian frigate Alexander Nevsky）」がアレクセイ・アレクサンドロヴィッチ（Grand Duke Alexei Alexandrovich of Russia）大公を乗せた状態で難破する。
- 1884年 - 仮名垣魯文主筆の夕刊紙『今日新聞』（後の都新聞、現在の東京新聞）が創刊。
- 1890年 - ヨセミテ国立公園発足。
- 1903年 - レオナルド・トーレス・ケベードが、電磁波の指令を受信して実行するロボットTelekinoを公開。世界初のラジオコントロール。
- 1904年 - クネネの戦い（Battle of the Cunene）。アンゴラ人が植民地を統治するポルトガル軍に大勝する。
- 1911年 - トゥーロン港に停泊中の戦艦リベルテの前部の副砲の弾薬庫の一つで爆発が発生。リベルテは破壊され撃沈する。
- 1912年 - コロンビア大学ジャーナリズム大学院設立。
- 1914年 - 第一次世界大戦: 第一次アルベールの戦い（英語版）。
- 1915年 - 山極勝三郎が皮膚癌の人工発生に成功と発表。
- 1915年 - 第一次世界大戦: 第二次シャンパーニュの戦い（Second Battle of Champagne）が始まる。11月6日まで。
- 1915年 - 第一次世界大戦: ルーの戦い（Battle of Loos）が始まる。9月28日まで。
- 1921年 - 台風が紀伊半島に上陸して名古屋市で高潮などの被害。全壊家屋5474戸、死者211人、行方不明326人[2]。
- 1926年 - ウィリアム・ライアン・マッケンジー・キングがカナダ第14代首相に就任。二期目。
- 1926年 - 1926年奴隷制条約（英語版）が署名される。
- 1935年 - 島根県波根西村の沖合で出漁中の漁船団が竜巻に遭遇。15隻が沈没して乗組員62人が死亡[3]。
- 1935年 - 茨城県日立市で、暴風雨により日立鉱山の石灰山が崩壊。住宅8戸が埋没して26人が死亡[4]。
- 1936年 - 沢村栄治が日本プロ野球初のノーヒットノーランを達成。
- 1936年 - 帝国在郷軍人会令公布。私的機関だった帝国在郷軍人会が陸海軍所管の公的機関となる。
- 1937年 - 大牟田爆発赤痢事件が発生。
- 1937年 - 日中戦争: 平型関の戦い（Battle of Pingxingguan）。
- 1944年 - 第二次世界大戦: マーケット・ガーデン作戦が終了。
- 1945年 - 世界労働組合連盟 (WFTU) が発足。
- 1949年 - 昭和天皇の初の著書『相模湾産後鰓類図譜』が岩波書店から発刊。
- 1949年 - ソビエト連邦のタス通信が原子爆弾の保有を認める報道を行う[5]。
- 1954年 - 日本中央競馬会が中央競馬を初開催。
- 1954年 - 青木航空機のビーチクラフト機が乗員・乗客6人を乗せたまま消息を絶つ（青木航空機墜落事故）。
- 1955年 - ヨルダン空軍成立。
- 1956年 - 最初の海底大西洋横断電話ケーブルシステムTAT-1（英語版）が発足。
- 1957年 - リトルロック高校事件: リトルロック市長のドワイト・D・アイゼンハワー大統領への要請で派遣された陸軍第101空挺師団の部隊に守られながら黒人学生が登校。
- 1959年 - セイロン（現スリランカ）首相ソロモン・バンダラナイケが仏教僧により銃撃（英語版）される。翌日死亡。
- 1962年 - アルジェリア人民民主共和国が正式に建国宣言され、フェラ・アッバース（Ferhat Abbas）が臨時政府大統領に選出される。
- 1964年 - モザンビーク独立戦争が始まる。
- 1969年 - 25か国の首脳が参加してモロッコのラバトで行われた第一回イスラム首脳会議でイスラム協力機構創立が決議。
- 1970年 - リビアとヨルダンが国交断絶。
- 1972年 - 田中角栄首相が中華人民共和国を訪問。9月29日に日中共同声明を発表し、国交樹立。
- 1972年 - ノルウェーのEC加盟が国民投票で否決。
- 1972年 - フランスの週刊政治ニュース雑誌『ル・ポワン』の創刊号が刊行される[6]。
- 1973年 - 1971年の放火によって焼失していた日比谷公園内のレストラン「松本楼」が再建される。
- 1973年 - 開業を4日後に控えた西武百貨店高槻店で火災、6人死亡。原因は警備員による放火。建物の損壊が激しく、開業は1974年11月15日に延期。
- 1974年 - 初めてのトミー・ジョン手術が行われる。
- 1977年 - 第1回シカゴマラソン開催。
- 1978年 - パシフィック・サウスウエスト航空182便墜落事故。
- 1981年 - ベリーズが国連に加盟。
- 1981年 - フジテレビ系で、同局の開局（1959年3月1日）以来長きにわたり続いたトーク番組『スター千一夜』が放送終了（放送回数6417回）。
- 1984年 - 全日本特殊浴場協会連合会が「トルコ風呂」の名称自粛を申し合わせ。年末から「ソープランド」に改称。
- 1985年 - 奈良県生駒郡斑鳩町の藤ノ木古墳で石室と家形石棺が発堀される。
- 1992年 - マーズ・オブザーバーの一環としてタイタンIIIが打ち上げられる。
- 1998年 - アメリカでTwo of a Kind（ふたりはふたご）が放送開始。
- 1999年 - 福岡ダイエーホークス初のリーグ優勝。
- 2002年 - ロシア・イルクーツク州の上空で天体衝突による爆発が発生。（2002年シベリアの火球）
- 2002年 - 北海道テレビ『水曜どうでしょう』レギュラー放送終了。
- 2005年 - 2005年日本国際博覧会（愛・地球博）が閉幕。
- 2007年 - 安倍改造内閣が総辞職。
- 2008年 - 新潟県佐渡市で、トキ10羽を放鳥。全鳥捕獲以来27年ぶりの野生復帰。
- 2008年 - タボ・ムベキが第9代南アフリカ大統領を辞任。
- 2008年 - 中華人民共和国の3機目の有人宇宙船「神舟7号」が打ち上げ。
- 2014年 - 武器貿易条約の批准国が53か国に達し発効に必要な条件（50か国）を満たす[7]。
- 2014年 - ナインティナインのオールナイトニッポン（ニッポン放送）最終回。1994年4月放送開始から20年半の歴史に幕を下ろした。
- 2015年 - 国連総会で『持続可能な開発のための2030アジェンダ（持続可能な開発目標（SDGs））』が採択。
- 2017年 - 小池百合子を代表とする希望の党が結党[8]。
- 2017年 - 2017年クルディスタン地域独立住民投票が行われる。
- 2018年 - 性的暴行で有罪となっていた俳優・コメディアンのビル・コスビーにペンシルベニア州刑務所での3年から10年の懲役刑が宣告される。のち2021年6月30日、ペンシルベニア州最高裁判所は公正な審理が行われなかったとして有罪評決を破棄し釈放を認める。
- 2019年 - 訪米中の安倍晋三首相がドナルド・トランプ大統領と日米首脳会談。新たな日米貿易協定の最終合意を確認する文書に署名[9]。
- 2020年 - 2020年のマリのクーデターによる移行政府の大統領にバ・ヌダウが就任[10]。
- 2021年 - 2021年アイルランド議会総選挙（2021 Icelandic parliamentary election）が行われる。

## 誕生日

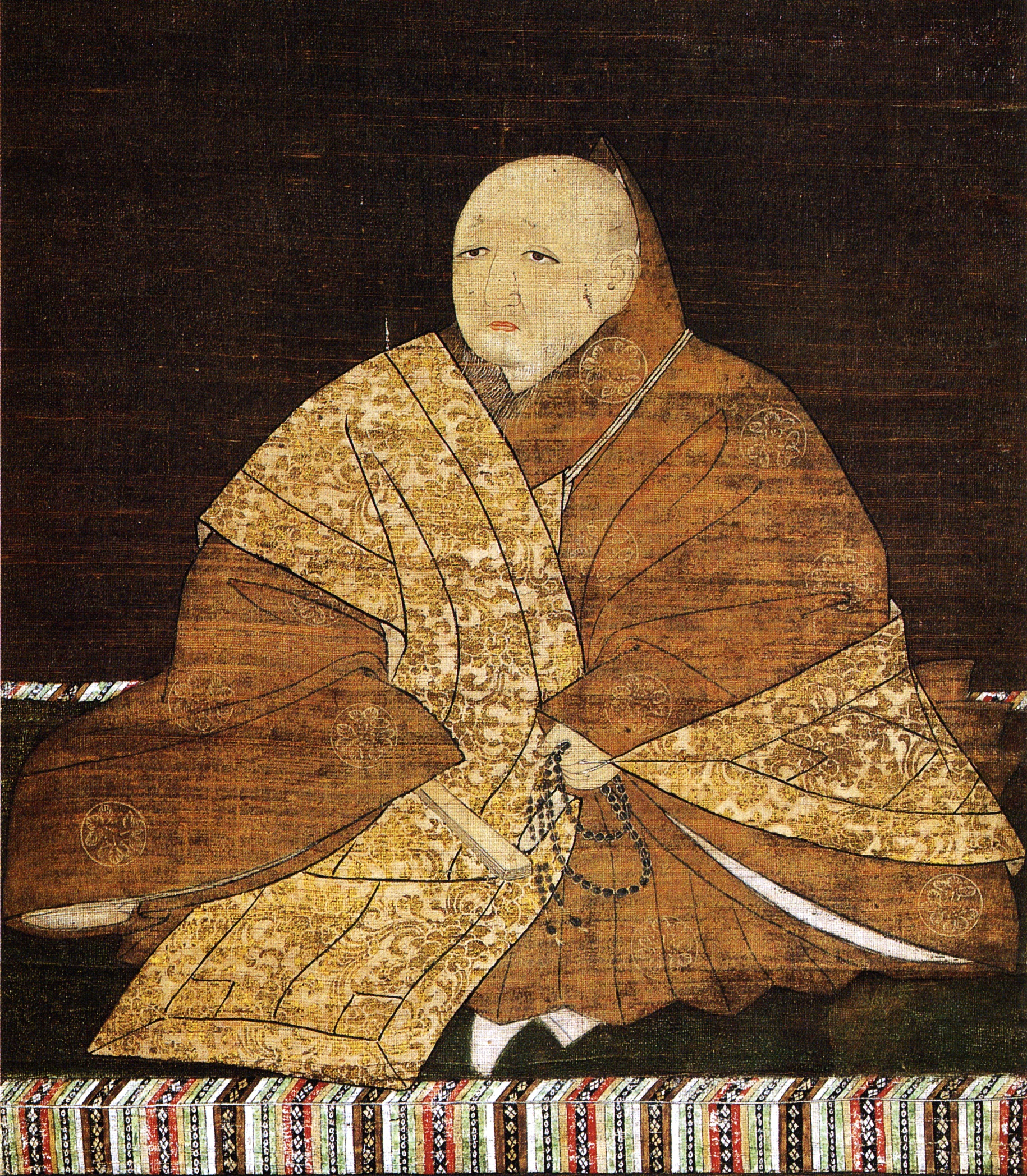
室町幕府の最盛期を築いた第3代将軍、足利義満(1358-1408)誕生。

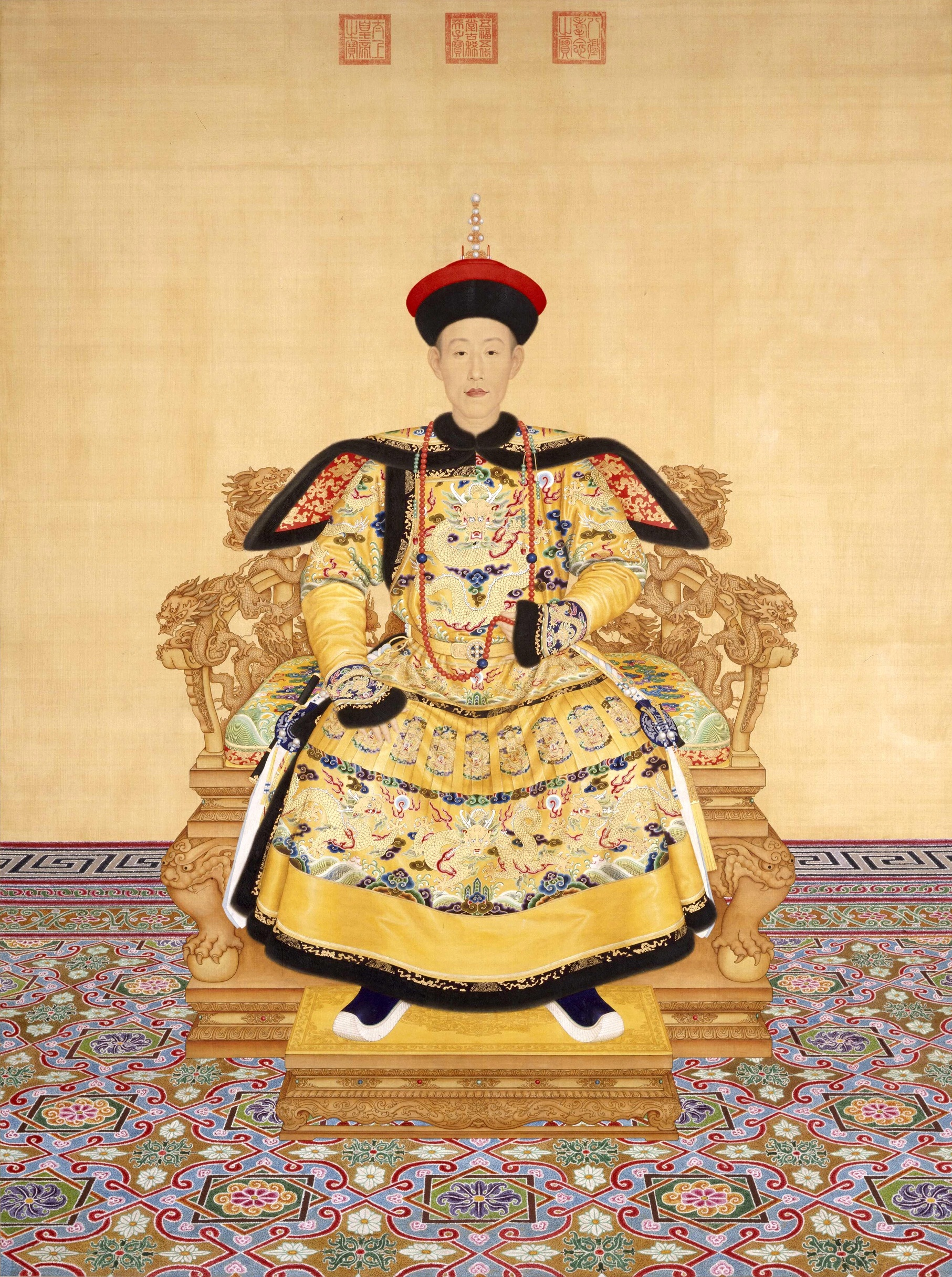
清朝最盛期を築いた第4代皇帝、乾隆帝(1711-1799)誕生。

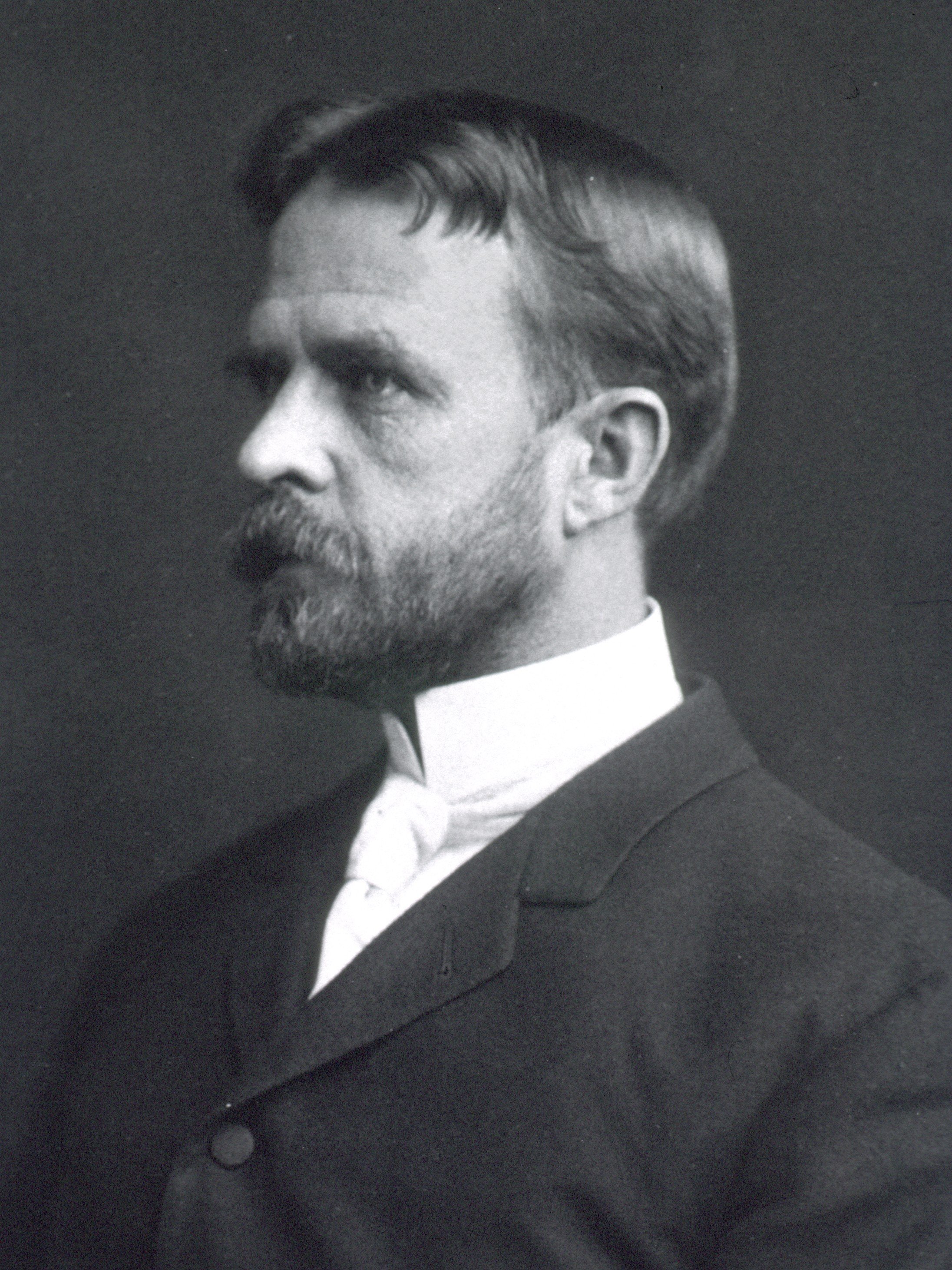
遺伝子の存在や染色体説を実証したアメリカの遺伝学者、トーマス・ハント・モーガン(1866-1945)誕生。

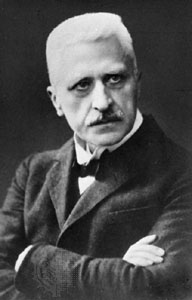
ドイツの宗教哲学者、ルドルフ・オットー(1869-1937)誕生。著書『聖なるもの』で知られる。

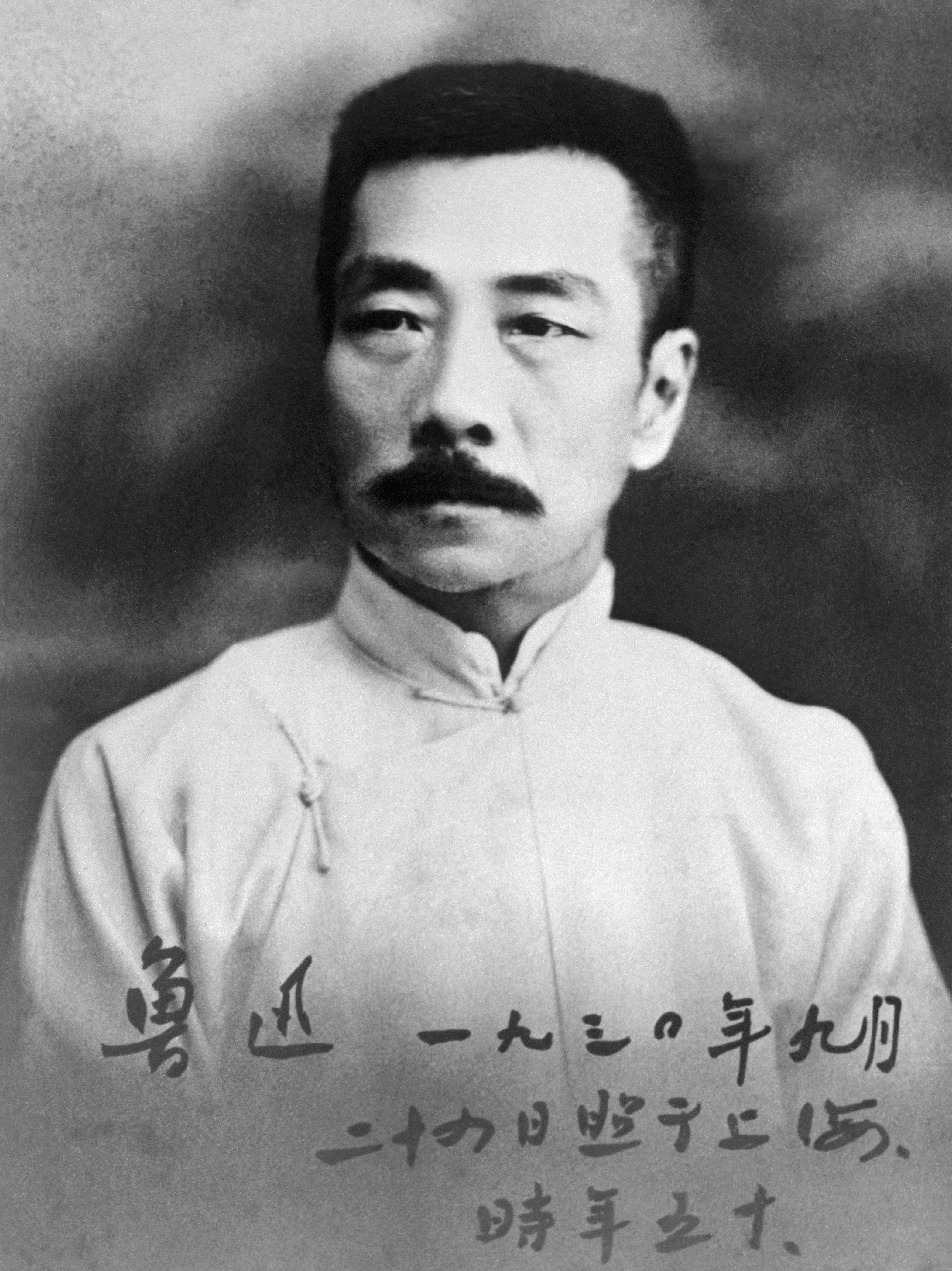
小説家魯迅(1881-1931)誕生。

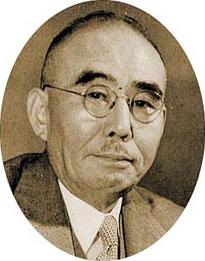
第55代内閣総理大臣、石橋湛山(1884-1973)誕生。

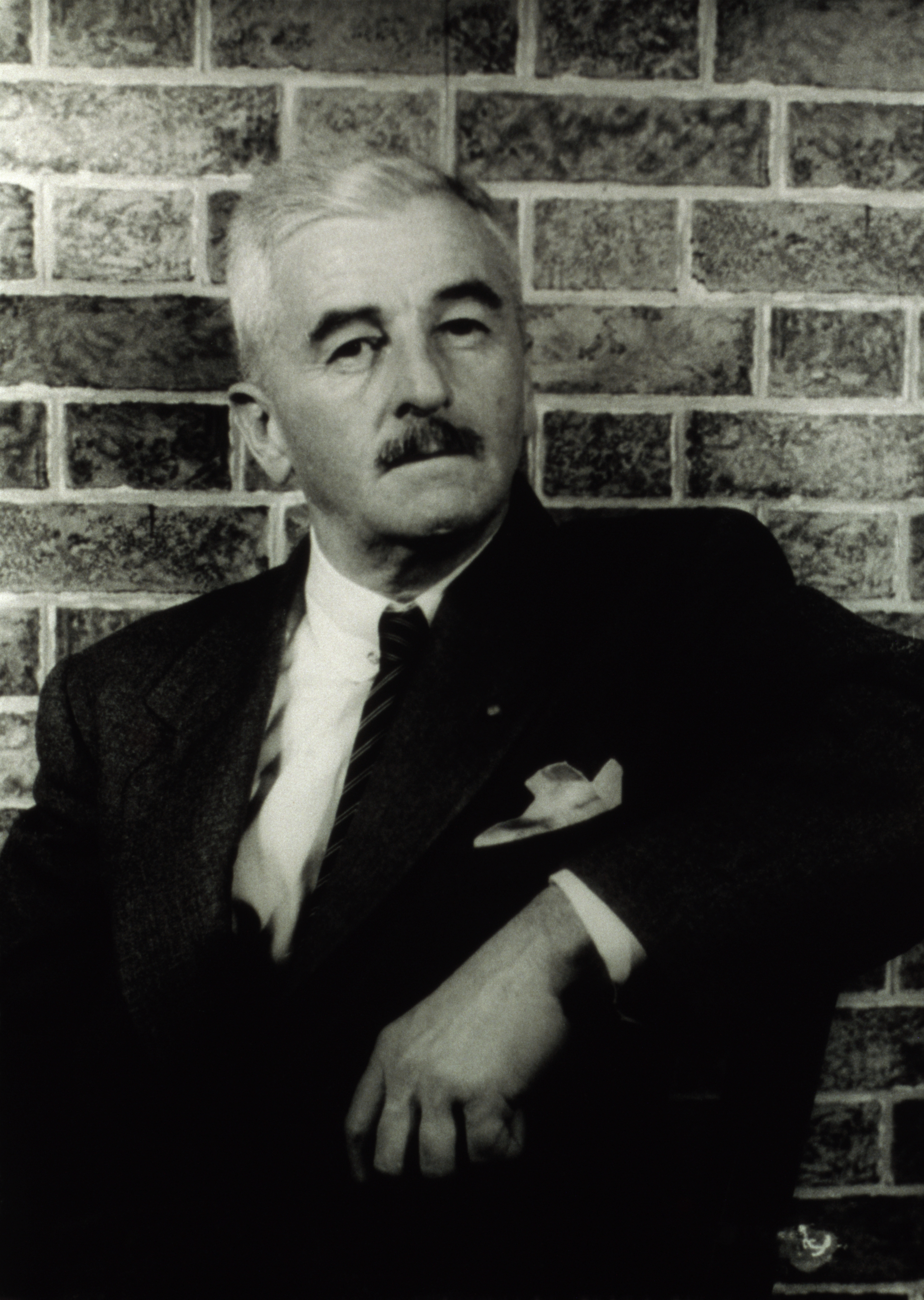
20世紀アメリカ文学の巨匠ウィリアム・フォークナー(1897-1962)誕生。

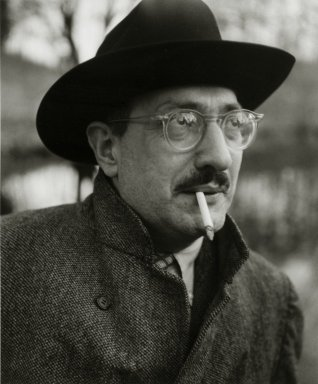
アメリカ抽象表現主義の画家マーク・ロスコ(1903-1970)誕生。

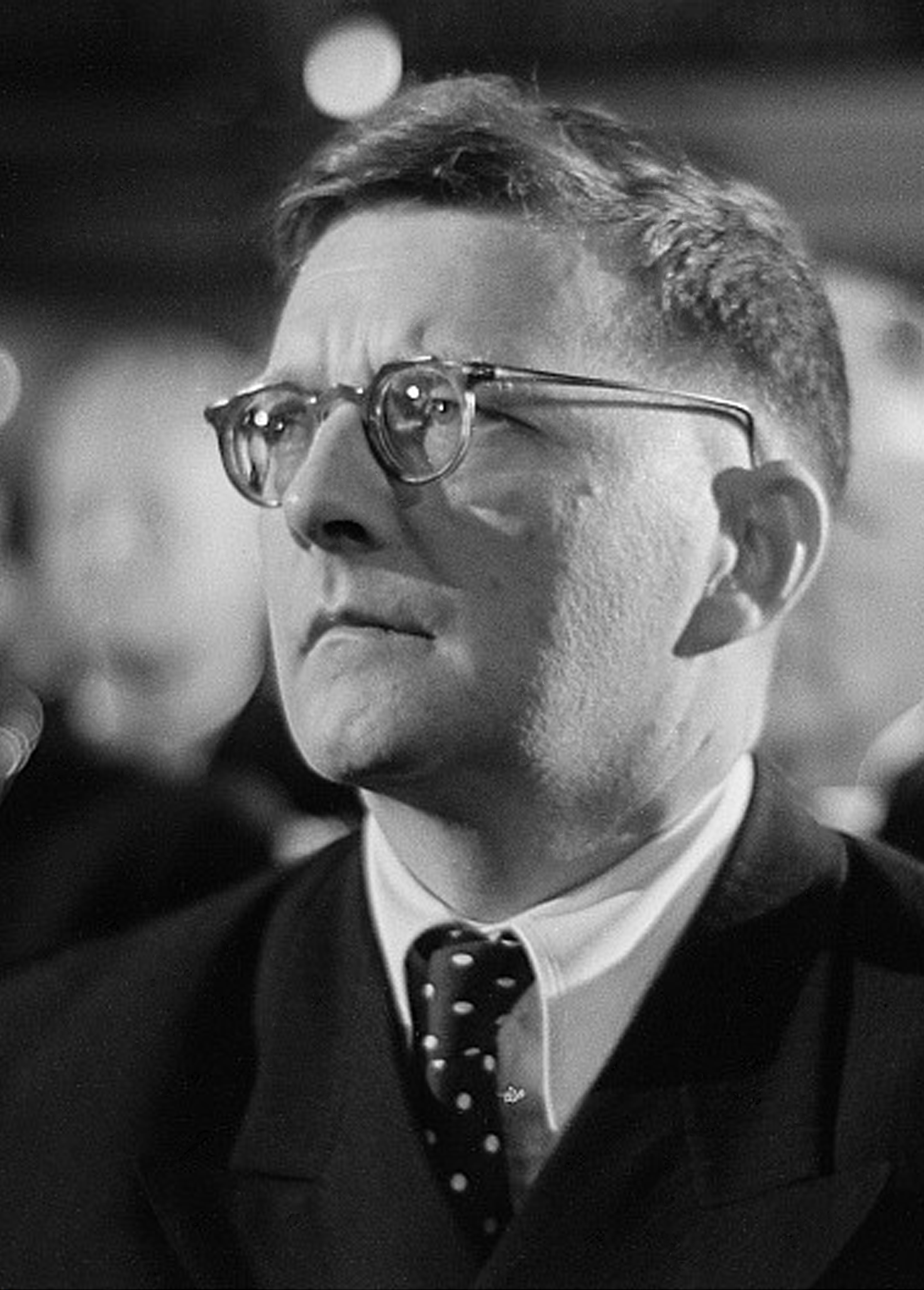
ソビエト連邦の作曲家、ドミートリイ・ショスタコーヴィチ(1906-1975)誕生。

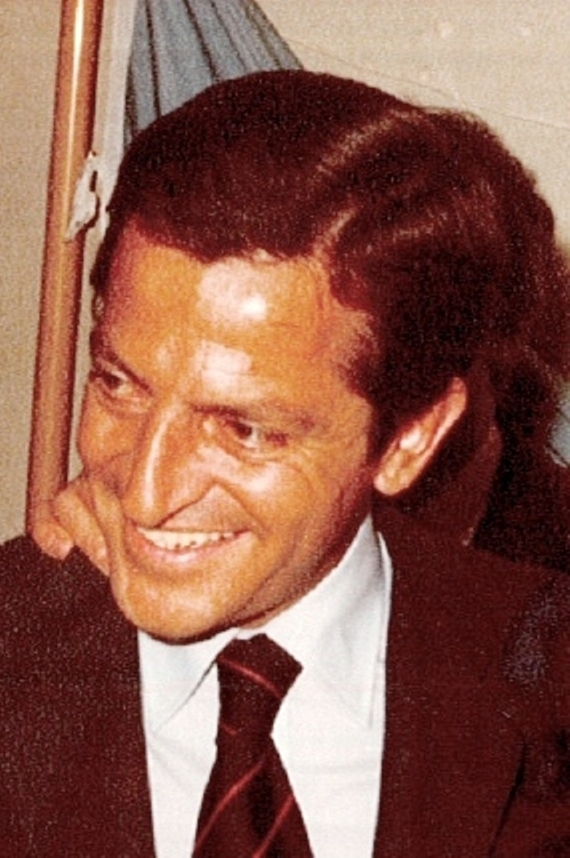
民主化後最初のスペイン首相、アドルフォ・スアレス(1932-2014)誕生。

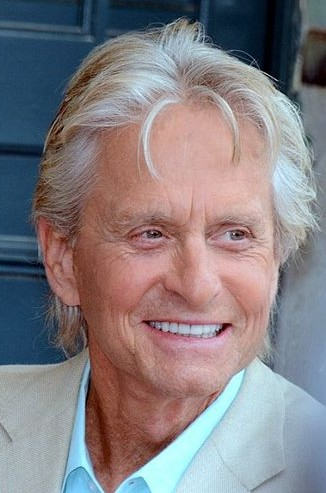
俳優マイケル・ダグラス(1944-)誕生。

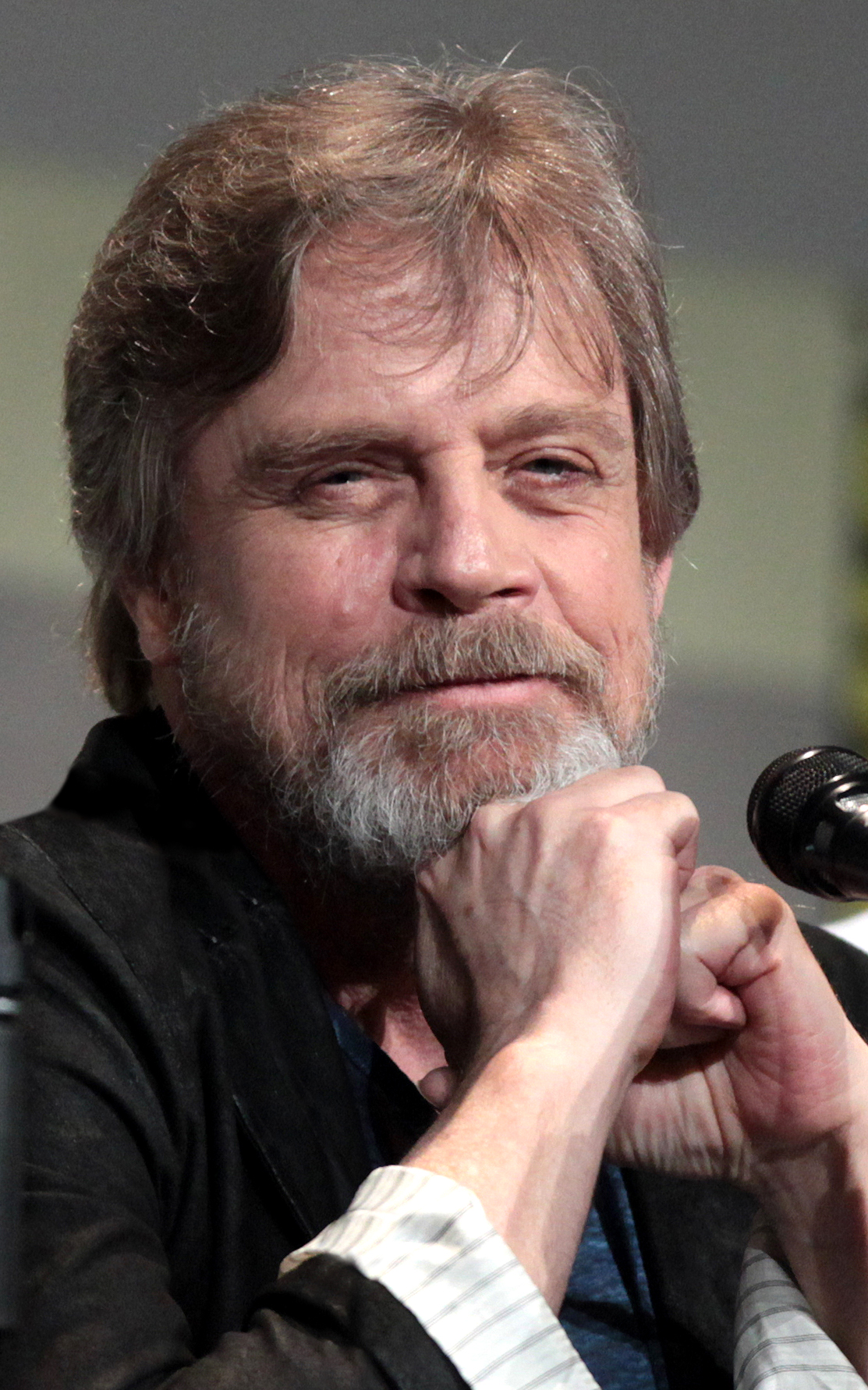
『スター・ウォーズ』でルーク・スカイウォーカーを演じたマーク・ハミル(1951-)誕生。

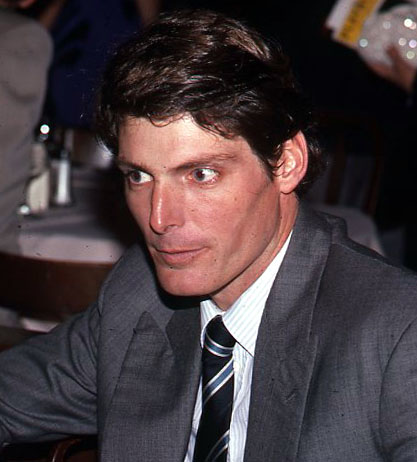
『スーパーマン』でスーパーマンを演じたクリストファー・リーヴ(1952-2004)誕生。

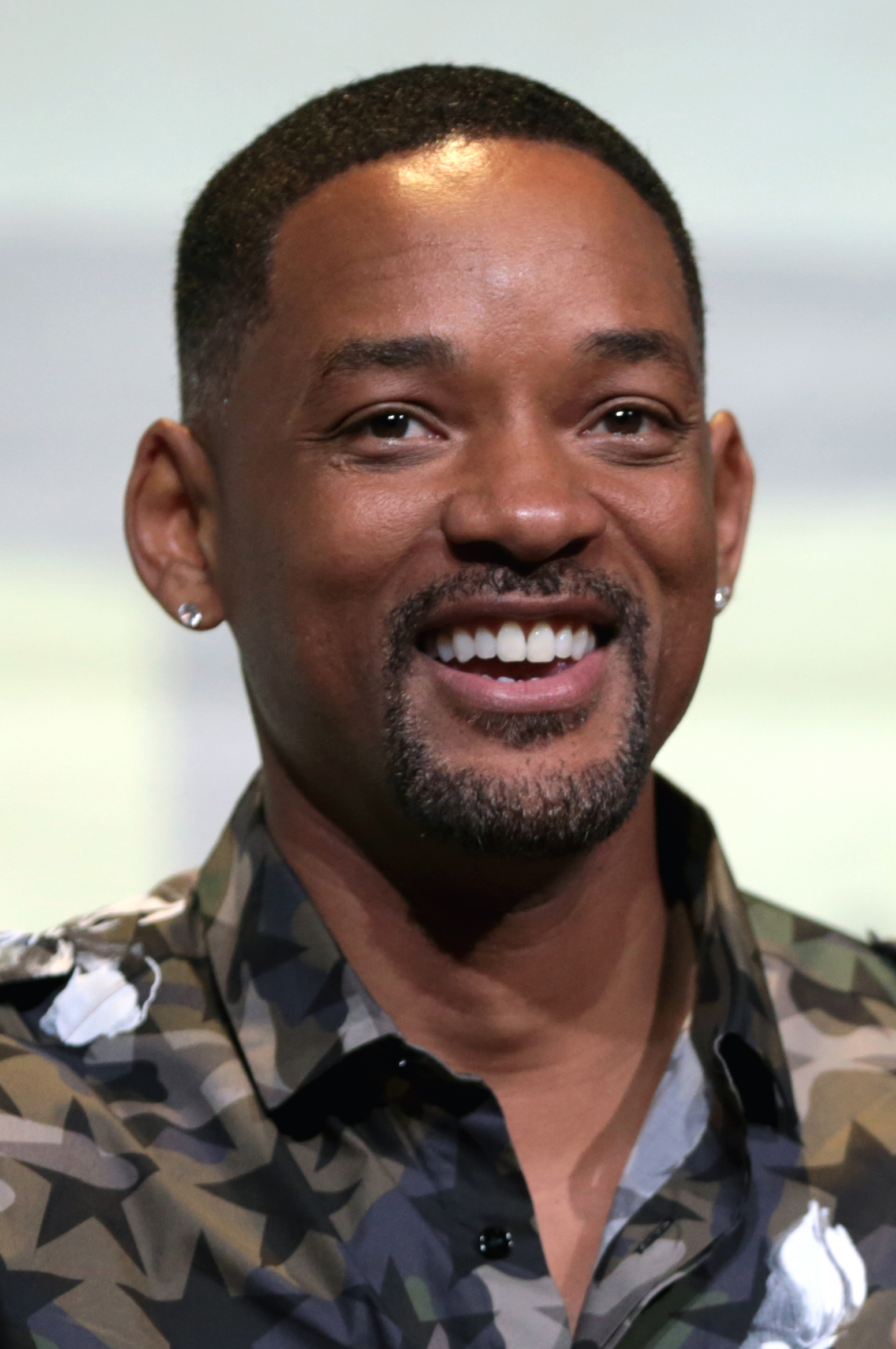
俳優ウィル・スミス(1968-)誕生。

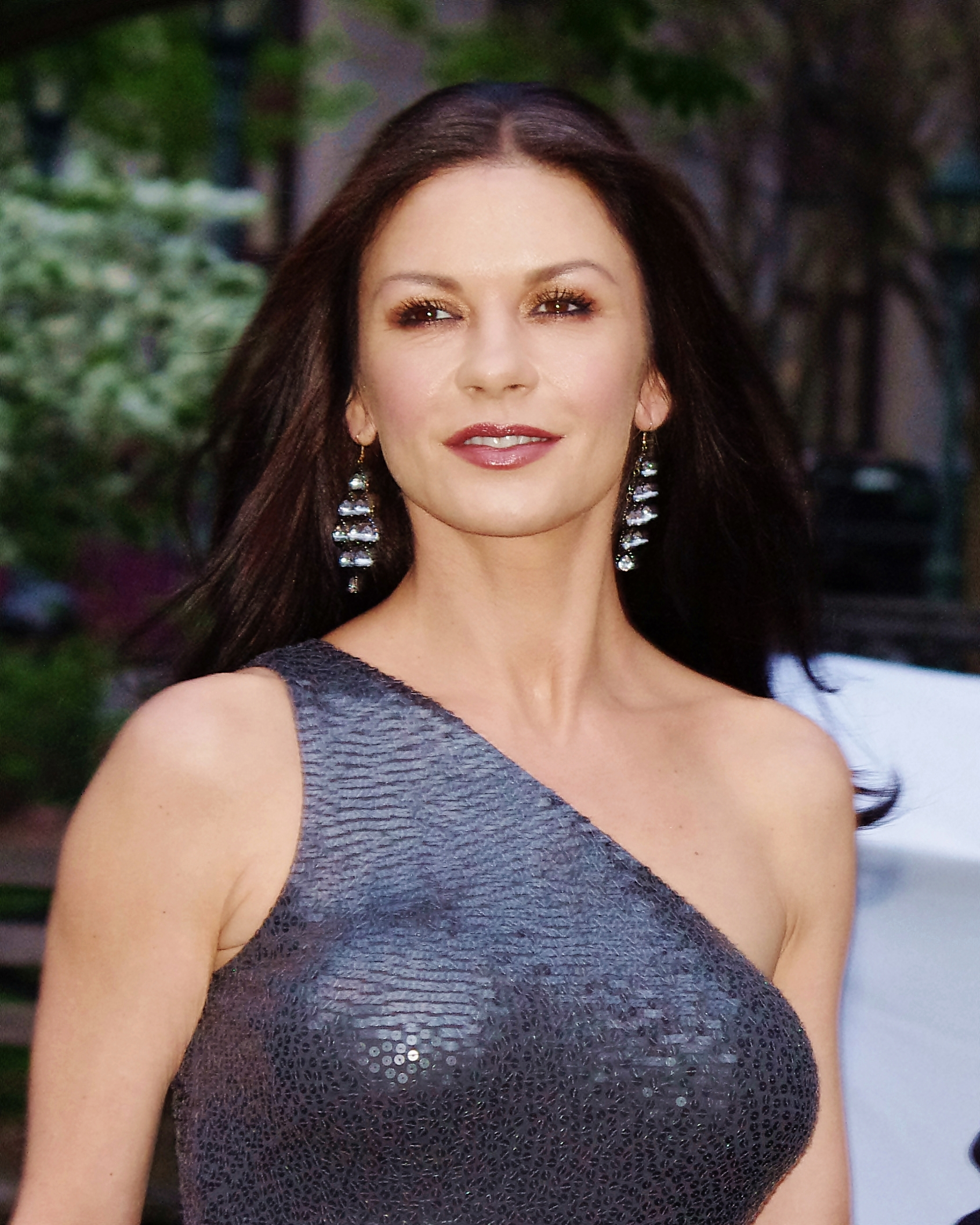
女優キャサリン・ゼタ＝ジョーンズ(1969-)誕生。

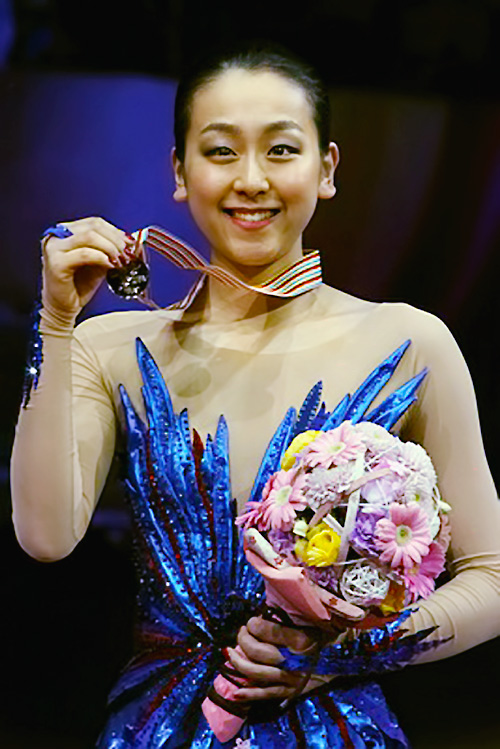
フィギュアスケーター浅田真央(1990-)誕生。

- 1358年（延文3年8月22日） - 足利義満、室町幕府第3代将軍（+ 1408年）
- 1403年 - ルイ3世・ダンジュー、アンジュー公・カラブリア公（+ 1434年）
- 1525年 - スティーヴン・ボロー（Stephen Borough）、探検家（+ 1584年）
- 1528年 - オットー2世（Otto II, Duke of Brunswick-Harburg）、ブランズウィック＝ハールブルク公爵（+ 1603年）
- 1599年 - フランチェスコ・ボッロミーニ、バロック建築家（+ 1667年）
- 1613年 - クロード・ペロー、建築家（+ 1688年）
- 1644年 - オーレ・レーマー、天文学者（+ 1710年）
- 1663年 - ヨハン・ニコラウス・ハンフ（Johann Nikolaus Hanff）、オルガニスト（+ 1711年）
- 1683年 - ジャン＝フィリップ・ラモー、作曲家、音楽理論家（+ 1764年）
- 1694年 - ヘンリー・ペラム、政治家（+ 1754年）
- 1696年 - マリー・アン・ド・ヴィシー＝シャムロン（英語版、フランス語版）、芸術支援者
- 1711年（康熙50年8月13日） - 乾隆帝、清第6代皇帝（+ 1799年）
- 1734年 - ルイ＝ルネ＝エドゥアール・ド・ロアン＝ゲメネー、聖職者・ストラスブール枢機卿（+ 1803年）
- 1741年 - ヴァーツラフ・ピフル、古典派音楽の作曲家・楽長（+ 1805年）
- 1744年 - フリードリヒ・ヴィルヘルム2世、プロイセン王（+ 1797年）
- 1758年 - ヨーゼファ・バルバラ・アウエルンハンマー、作曲家、ピアニスト（+ 1820年）
- 1755年（宝暦5年8月20日） - 榊原政敦、越後国高田藩主（+ 1819年）
- 1761年 - ウィリアム・マリンズ、第2代ヴェントリー男爵（+ 1827年）
- 1763年（宝暦13年8月18日） - 秋月種徳、日向国高鍋藩主（+ 1808年）
- 1764年 - フレッチャー・クリスチャン、バウンティ号の反乱者のリーダー（+ 1793年）
- 1766年 - アルマン・エマニュエル・ド・ヴィニュロー・デュ・プレシ、第5代リシュリュー公爵（+ 1822年）
- 1771年 - ニコライ・ラエフスキー（Nikolay Raevsky）、軍人（+ 1829年）
- 1773年 - アゴスティーノ・バッシー、昆虫学者（+ 1856年）
- 1782年 - チャールズ・ロバート・マチューリン、牧師（+ 1824年）
- 1798年 - ジャン＝バティスト・エリー・ド・ボーモン、地質学者（+ 1874年）
- 1825年 - ヨアヒム・ヒール（Joachim Heer）、スイス連邦大統領（+ 1879年）
- 1830年（文政13年8月9日） - 大田原広清、下野国大田原藩主（+ 1851年）
- 1839年 - カール・アルフレート・フォン・ツィッテル、古生物学者（+ 1904年）
- 1846年 - アンリ・ドゥッシュ＝ド＝ラ＝ムルト、実業家（+ 1919年）
- 1855年（安政2年8月15日） - 饗庭篁村、小説家、演劇評論家（+ 1922年）
- 1858年 - アルブレヒト・ペンク、地理学者、地質学者（+ 1945年）
- 1860年 - ジョン・ホープ、初代リンリスゴー侯爵（+ 1908年）
- 1862年 - レオン・ボエルマン、作曲家、オルガニスト（+ 1897年）
- 1862年 - ビリー・ヒューズ、政治家、第7代オーストラリア首相（+ 1952年）
- 1865年 - アンリ・ルバスク、画家（+ 1937年）
- 1866年 - トーマス・ハント・モーガン、生物学者（+ 1945年）
- 1867年 - エフゲニー・ミレル、軍人（+ 1938年）
- 1869年 - ルドルフ・オットー、思想家（+ 1937年）
- 1873年 - 加瀬禧逸、弁護士、政治家（+ 1928年）
- 1877年 - プルタルコ・エリアス・カリェス、政治家、第40代メキシコ大統領（+ 1945年）
- 1879年 - 石原忍、医学者、眼科医（+ 1963年）
- 1879年 - ロペ・サントス、フィリピンリサール州知事（+ 1963年）
- 1881年 - 魯迅、小説家（+ 1936年）
- 1884年 - 石橋湛山、政治家、第55代内閣総理大臣、第2代自由民主党総裁（+ 1973年）
- 1884年 - アドルフ・ボルム（Adolph Bolm）、バレエダンサー（+ 1951年）
- 1886年 - メイ・サットン、テニス選手（+ 1975年）
- 1888年 - ハンナ・ラルフ、女優（+ 1978年）
- 1893年 - ハラルド・クラメール、数学者（+ 1985年）
- 1896年 - ロベルト・ジェラール、作曲家（+ 1970年）
- 1896年 - アレッサンドロ・ペルティーニ、政治家、第7代イタリア大統領（+ 1990年）
- 1897年 - ウィリアム・フォークナー、小説家（+ 1962年）
- 1898年 - ロバート・ブラックマン（Robert Brackman）、芸術家（+ 1980年）
- 1900年 - アルトゥル・サーク（Artur Sirk）、軍人、政治家（+ 1937年）
- 1901年 - ロベール・ブレッソン、映画監督（+ 1999年）
- 1901年 - クラレンス・ハウザー、陸上競技選手（+ 1994年）
- 1903年 - マーク・ロスコ、画家（+ 1970年）
- 1906年 - ドミートリイ・ショスタコーヴィチ、作曲家（+ 1975年）
- 1908年 - バッキー・ハリス、プロ野球選手（+ 1978年）
- 1908年 - ジャクリーン・オードリー（Jacqueline Audry）、映画ディレクター（+ 1977年）
- 1908年 - ロジェ・ボーフラン、自転車競技選手（+ 2007年）
- 1910年 - ラルフ・ジョーダン（Ralph Jordan）、アメフト選手（+ 1980年）
- 1911年 - エリック・ウィリアムズ、政治家、初代トリニダード・トバゴ首相（+ 1981年）
- 1911年 - チャールズ・パリス（Charles Paris）、漫画家（+ 1994年）
- 1914年 - ジョン・ウィスター・シンプソン、電子工学研究者（+ 2007年）
- 1915年 - 三門順子、歌手（+ 1954年）
- 1916年 - ジェシカ・アンダーソン（Jessica Anderson (writer)）、作家（+ 2010年）
- 1917年 - フィル・リズート、プロ野球選手（+ 2007年）
- 1920年 - 高木彬光、推理作家（+ 1995年）
- 1920年 - セルゲイ・ボンダルチュク、俳優、映画監督（+ 1994年）
- 1920年 - サティシュ・ダワン（Satish Dhawan）、エンジニア（+ 2002年）
- 1921年 - ロバート・マルドゥーン、政治家、第31代ニュージーランド首相（+ 1992年）
- 1921年 - ジャック・マルタン（Jacques Martin (comics)）、漫画家（+ 2010年）
- 1922年 - 砂押邦信、プロ野球監督（+ 2010年）
- 1922年 - ハマー・デロバート、政治家、初代・第4・6・8・代ナウル共和国大統領（+ 1992年）
- 1923年 - 生恵幸子、漫才師（人生幸朗・生恵幸子）（+ 2007年）
- 1923年 - ロバート・ラクサール（Robert Laxalt）、作家（+ 2001年）
- 1923年 - サム・リヴァーズ、サックス奏者（+ 2011年）
- 1924年 - ノーマン・エアトン（Norman Ayrton）、俳優（+ 2017年）
- 1924年 - レッド・ウェブ（Red Webb）、野球選手（+ 1996年）
- 1925年 - シルヴァーナ・パンパニーニ（Silvana Pampanini）、モデル、1946年ミスイタリア（+ 2016年）
- 1926年 - 四方英四郎、農学者、北海道大学名誉教授
- 1926年 - アルド・レイ、俳優（+ 1991年）
- 1926年 - セルゲイ・フィラートフ（Sergei Filatov）、馬術選手（+ 1997年）
- 1927年 - コリン・デイヴィス、指揮者（+ 2013年）
- 1927年 - カール・ブラウン、バスケットボール選手（+ 2010年）
- 1928年 - 渡辺美佐、実業家、渡辺プロダクション名誉会長
- 1928年 - ジャック・シャゾ（英語版、フランス語版）、ダンサー（+ 1993年）
- 1929年 - 簑原宏、プロ野球選手（+ 1999年）
- 1929年 - ロニー・バーカー（Ronnie Barker）、俳優（+ 2005年）
- 1929年 - デリア・スカラ（Delia Scala）、女優（+ 2004年）
- 1930年 - 加藤良三、外交官、12代日本野球機構コミッショナー
- 1930年 - ニノ・セルッティ（Nino Cerruti）、ファッションデザイナー
- 1930年 - シェル・シルヴァスタイン、作家、詩人、画家（+ 1999年）
- 1930年 - チット・プーミサック、文学作家、歴史学者、考古学者（+ 1966年）
- 1931年 - ブライアン・バーチ、数学者
- 1932年 - アドルフォ・スアレス、政治家、初代スペイン首相（+ 2014年）
- 1932年 - グレン・グールド、ピアニスト（+ 1982年）
- 1932年 - 井上佳明、プロ野球選手（+ 1980年）
- 1932年 - テリー・メドウィン（Terry Medwin）、サッカー選手
- 1933年 - ヒュービー・ブラウン、バスケットボールヘッドコーチ
- 1933年 - イアン・タイソン（Ian Tyson）、歌手
- 1934年 - ジャン・ソレル、俳優
- 1935年 - 北村総一朗、俳優
- 1935年 - ローランド・アレクサンダー（Roland Alexander）、ジャズミュージシャン（+ 2006年）
- 1935年 - エイドリアン・ドゥアディ（Adrien Douady）、数学者（+ 2006年）
- 1936年 - 難波利三、小説家
- 1936年 - ムーサ・トラオレ、政治家、第2代マリ大統領（+ 2020年）
- 1936年 - ケン・フォルセ（Ken Forsse）、おもちゃ製作者（+ 2014年）
- 1936年 - ジュリエット・プラウズ（Juliet Prowse）、ダンサー、女優（+ 1996年）
- 1937年 - メアリー・アレン・ウィルクス（Mary Allen Wilkes）、コンピューター科学者
- 1937年 - 江口一雄、政治家（+ 2014年）
- 1938年 - ロン・ヒル（Ron Hill）、ランナー（+ 2021年）
- 1938年 - ヨナタン・モッツフェルト、政治家、初・3代グリーンランド首相（+ 2010年）
- 1939年 - レオン・ブリタン、イギリス保守党の庶民院議員、欧州委員会委員（+ 2015年）
- 1940年 - 萩原量吉、政治家
- 1940年 - ティム・セヴェリン、冒険家、作家（+ 2020年 ）
- 1941年 - 古川タク、アニメーション作家
- 1941年 - カミーユ・ショキエ（Camille Choquier）、サッカー選手
- 1941年 - 桜井孝雄、プロボクサー（+ 2012年）
- 1941年 - 山下啓介、声優（+ 2024年）
- 1942年 - 中山仁、俳優（+ 2019年）
- 1942年 - ジョン・テイラー、ピアニスト、作曲家
- 1942年 - オスカー・ボナベナ、ボクサー（+ 1976年）
- 1942年 - ロバート・ミアノ、俳優
- 1942年 - アンリ・ペスカロロ、レーシングドライバー
- 1942年 - ジョン・テイラー、ピアニスト
- 1942年 - ディー・ディー・ワーウィック（Dee Dee Warwick）、ソウル歌手（+ 2008年）
- 1943年 - ロバート・ゲーツ、第22代アメリカ合衆国国防長官
- 1943年 - アラム・サロイヤン（Aram Saroyan）、作家
- 1943年 - リー・アーカー（Lee Aaker）、俳優
- 1944年 - マイケル・ダグラス、俳優
- 1944年 - ドリス・マツイ、政治家
- 1944年 - ギルス・ルノー（Gilles Renaud）、俳優
- 1945年 - キャスリーン・ブラウン（Kathleen Brown）、第29代リフォルニア州財務長官
- 1945年 - ペペ・デ・ルシア、フラメンコ歌手
- 1946年 - ビシャン・シン・ベディ（Bishan Singh Bedi）、クリケット選手
- 1946年 - ブライアン・マクリーン（Bryan MacLean）、歌手
- 1946年 - ヤヌシュ・マイエル（Janusz Majer）、登山家
- 1946年 - アリ・パーヴィン（Ali Parvin）、サッカー選手
- 1947年 - 弦哲也、作曲家
- 1947年 - シェリル・ティーグス（Cheryl_Tiegs）、モデル
- 1948年 - 千賀かほる、歌手
- 1948年 - 辰巳平一、元アナウンサー
- 1948年 - ウラジーミル・イェフトゥシェンコフ、実業家
- 1948年 - 辻本章次、元プロボクサー（+ 2023年）
- 1949年 - 菊地秀行、小説家
- 1949年 - 海輪誠、実業家、元東北電力社長
- 1949年 - ペドロ・アルモドバル、映画監督
- 1949年 - スティーヴ・マッケイ、ザ・ストゥージズのサックス奏者（+ 2015年）
- 1949年 - アンソン・ウィリアムズ（Anson Williams）、俳優
- 1950年 - 蓑田早人、ライター、元競馬学校教官、元騎手
- 1950年 - 井上幸信、元プロ野球選手
- 1950年 - 木内みどり、女優 （+ 2019年[11]）
- 1950年 - ベルナール・ル・コック（Bernard Le Coq）、俳優
- 1951年 - マーク・ハミル、俳優
- 1951年 - ヤルデナ・アラジ（Yardena Arazi）、歌手
- 1951年 - ボブ・マカドゥー、バスケットボール選手
- 1952年 - 伊藤泰憲、元プロ野球選手
- 1952年 - ベル・フックス、社会活動家
- 1952年 - クリス・ポンド（Chris Pond）、政治家
- 1952年 - ジム・ガービン、プロレスラー
- 1952年 - コリン・フリールズ、俳優
- 1952年 - クリストファー・リーヴ、俳優（+ 2004年）
- 1953年 - リチャード・デービス、元プロ野球選手
- 1953年 - ロン・ラッシュ（Ron Rash）、作家
- 1954年 - ユップ・ランゲ、医学研究者
- 1954年 - ファンデ・ラモス、サッカー指導者
- 1955年 - カール・ハインツ・ルンメニゲ、サッカー選手
- 1955年 - 奈々瀬ひとみ、歌手
- 1955年 - ズッケロ、歌手
- 1955年 - 松田美智子、料理研究家
- 1955年 - ルアン・ライス（Luanne Rice）、作家
- 1955年 - スティーヴン・セヴェリン（Steven Severin）、ミュージシャン
- 1956年 - 千葉健司、政治家、元宮城県栗原市長
- 1956年 - ダニー・ヒリス（Danny Hillis）、エンジニア
- 1956年 - ジェミー・ハインマン（Jamie Hyneman）、演出家
- 1957年 - 金子光伸、子役（+ 1997年）
- 1957年 - マイケル・マドセン、俳優（+ 2025年）
- 1957年 - ウラジーミル・ポポフキン、ロシア宇宙軍司令官
- 1958年 - 森岡正博、哲学者
- 1958年 - 三浦展、消費社会研究家、評論家
- 1959年 - 山田敦彦、俳優、声優
- 1960年 - 港千尋、写真家、写真評論家
- 1960年 - イーゴリ・ベラノフ、サッカー選手
- 1960年 - 多田かおる、漫画家（+ 1999年）
- 1960年 - 久和ひとみ、ニュースキャスター（+ 2001年）
- 1961年 - 志賀正浩、元プロ野球選手
- 1961年 - 清水治美、元プロ野球選手
- 1961年 - トレイシー・ウィルソン、フィギュアスケート選手
- 1961年 - 中村貴子、歌手、ラジオパーソナリティ
- 1961年 - フランキー・ランドール、プロボクサー（+ 2020年）
- 1963年 - 森木靖泰、アニメ・特撮のメカニックデザイナー
- 1963年 - 塚田誉、アナウンサー
- 1963年 - 仁科幸子、女優
- 1963年 - 谷口圭三、政治家、岡山県津山市長
- 1964年 - 井上喜久子、声優
- 1964年 - カルロス・ルイス・サフォン、小説家
- 1964年 - 東出剛、競輪選手（+ 2004年）
- 1965年 - スコッティ・ピッペン、元バスケットボール選手
- 1965年 - 豊原功補、俳優
- 1965年 - 内山正博、元プロ野球選手
- 1965年 - 長谷川健太、元サッカー選手、監督
- 1965年 - 矢田稚子、政治家
- 1966年 - スタニスラフ・ブーニン、ピアニスト
- 1966年 - 沼田識史、現代美術家
- 1968年 - ウィル・スミス、俳優、ラップ・ミュージシャン
- 1968年 - レジー・ジェファーソン、元プロ野球選手
- 1969年 - 櫻庭博道、俳優
- 1969年 - みやかわ香月、声優
- 1969年 - 千葉功、歴史学者
- 1969年 - 村上順子、元アナウンサー
- 1969年 - キャサリン・ゼタ＝ジョーンズ、女優
- 1970年 - アジャコング、プロレスラー
- 1970年 - 清水美沙、女優
- 1971年 - 佐伯美香、ビーチバレー選手、指導者
- 1971年 - 山岡裕明、アナウンサー
- 1971年 - リサ・ステッグマイヤー、タレント
- 1972年 - 酒井宏之、ラグビー選手、俳優
- 1973年 - 田中学、地方競馬騎手
- 1973年 - 河内一泰、建築家
- 1973年 - 燁司大、元大相撲力士（+ 2025年）
- 1973年 - 北川晋、元プロ野球選手
- 1973年 - やまだともカズ、元お笑いタレント、放送作家
- 1974年 - 堀口文宏、お笑いタレント（あさりど）
- 1974年 - 杉本理恵、元アイドル、元歌手、元女優
- 1974年 - 小口絵理子、アナウンサー（+ 2013年）
- 1975年 - 早坂好恵、タレント
- 1976年 - 白鳥マイカ、シンガーソングライター
- 1976年 - チャンシー・ビラップス、元バスケットボール選手
- 1977年 - 伊地知潔、ミュージシャン（ASIAN KUNG-FU GENERATION）
- 1977年 - 山口友和、俳優
- 1977年 - ウィンストン・チョイ、ピアニスト
- 1977年 - クレア・デュヴァル、女優、映画監督
- 1978年 - 前川勝彦、元プロ野球選手
- 1978年 - ヨレルビス・チャルレス、野球選手
- 1979年 - 安永知澄、漫画家
- 1979年 - 関政幸、政治家、弁護士
- 1979年 - 浅野良太、ラグビー指導者
- 1979年 - 小島茂之、元陸上競技選手
- 1979年 - ミケーレ・スカルポーニ、ロードレース (自転車競技)選手（+ 2017年[12]）
- 1980年 - 大櫛エリカ、タレント
- 1980年 - 武井大介、競輪選手
- 1980年 - T.I.、ラッパー
- 1980年 - 網野友雄、元バスケットボール選手
- 1980年 - 小山修加、元バレーボール選手
- 1981年 - 内山信二、タレント
- 1981年 - MEGUMI、タレント
- 1981年 - 大和田悠太、俳優
- 1982年 - 中野吏深、タレント、元レースクイーン
- 1982年 - 秋田政輝、サッカー選手
- 1982年 - エリオ・ロハス、プロボクサー
- 1982年 - ヒョンビン、俳優
- 1983年 - 小保方晴子、科学者
- 1983年 - 徳永悠平、元サッカー選手
- 1983年 - 菅原洋介、元プロバスケットボール選手、警察官
- 1983年 - ハンターリア、歌手
- 1984年 - 松田園子、ファッションモデル
- 1984年 - テオドラ・ポシュティッチ、フィギュアスケート選手
- 1984年 - Hi-yunk、ミュージシャン（BACK-ON）
- 1984年 - 氏田朋子、アナウンサー
- 1984年 - マイケル・クロッタ、元プロ野球選手
- 1984年 - ビクター・ガラテ、プロ野球選手
- 1985年 - 三村恭代、女優
- 1985年 - 千葉麻美、元陸上競技選手
- 1985年 - ボー・シュルツ、プロ野球選手
- 1985年 - ブラッド・バーゲセン、プロ野球選手
- 1986年 - あばれる君、お笑いタレント
- 1986年 - 桂三河、落語家
- 1986年 - エリーローズ、ファッションモデル
- 1986年 - 蔣文文、アーティスティックスイミング選手
- 1986年 - 蔣婷婷、アーティスティックスイミング選手
- 1986年 - メアリー・マギー、プロボクサー
- 1986年 - リュ・ジュンヨル、俳優
- 1987年 - 桜井真紀、タレント、元グラビアアイドル
- 1987年 - 時東ぁみ、タレント、元グラビアアイドル
- 1987年 - 三尾那央子、競輪選手
- 1987年 - 川西智治、元ラグビーユニオン選手
- 1987年 - 藤原有沙、元バスケットボール選手
- 1988年 - 伊瀬茉莉也[13]、声優
- 1988年 - エカテリーナ・コネワ、陸上競技選手
- 1989年 - オードリー亜谷香、ファッションモデル
- 1990年 - 浅田真央、フィギュアスケート選手
- 1990年 - 濵田尚里、柔道家
- 1991年 - 中西希、フリーアナウンサー
- 1992年 - 叶羽時、女優
- 1992年 - 鴨志田媛夢[14]、女優
- 1992年 - 玉巻映美、アナウンサー
- 1992年 - 小笠原舞子、アナウンサー
- 1992年 - 深尾巴恵、競艇選手
- 1992年 - 熊谷達也、元プロサッカー選手
- 1992年 - キオーナ・マクラフリン、元フィギュアスケート選手
- 1993年 - 高槻かなこ、歌手、声優
- 1993年 - ヘロニモ・フランスア、プロ野球選手
- 1993年 - 菅野莉央、女優
- 1994年 - ベイカー茉秋、柔道家
- 1994年 - 荒井玲良、タレント、アイドル（元SUPER☆GiRLS）
- 1995年 - 張宇、バレーボール選手
- 1995年 - 内山奈月、元タレント（元AKB48）
- 1995年 - ウーデンジェニファー里沙、アナウンサー
- 1995年 - ハビー・ゲラ、プロ野球選手
- 1995年 - 原嘉孝、アイドル、俳優（timelesz、元宇宙Six）
- 1997年 - 野村彩也子、アナウンサー
- 1997年 - 舘山聖奈、アナウンサー
- 1997年 - 新井海人、俳優
- 1998年 - KOTO、歌手、タレント
- 1998年 - 木村奏絵、女優
- 1998年 - 永澤竜亮、サッカー選手
- 1999年 - 橋本瑠果、タレント、アイドル（元アイドリング!!!33号）
- 2000年 - 幾田りら[15]、シンガーソングライター（YOASOBI、元ぷらそにか）
- 2000年 - 堤雪菜、声優（元A応P）
- 2000年 - 花宮ハナ、アイドル（ARCANA PROJECT）
- 2003年 - 豊島心桜、女優、グラビアアイドル
- 2004年 - 小林星蘭[16]、女優
- 2005年 - 三葉海愛、アイドル（太陽と踊れ月夜に唄え、元Jewel☆Neige）
- 2011年 - 毎田暖乃、子役
- 生年不詳 - 窪田亮、声優
- 生年不詳 - 渡部紗弓、声優
- 生年非公表 - 塩澤未佳子、ラジオパーソナリティー

## 忌日
| 西部戦線異状なし、報告すべき事項なし――『西部戦線異状なし』(1929) |

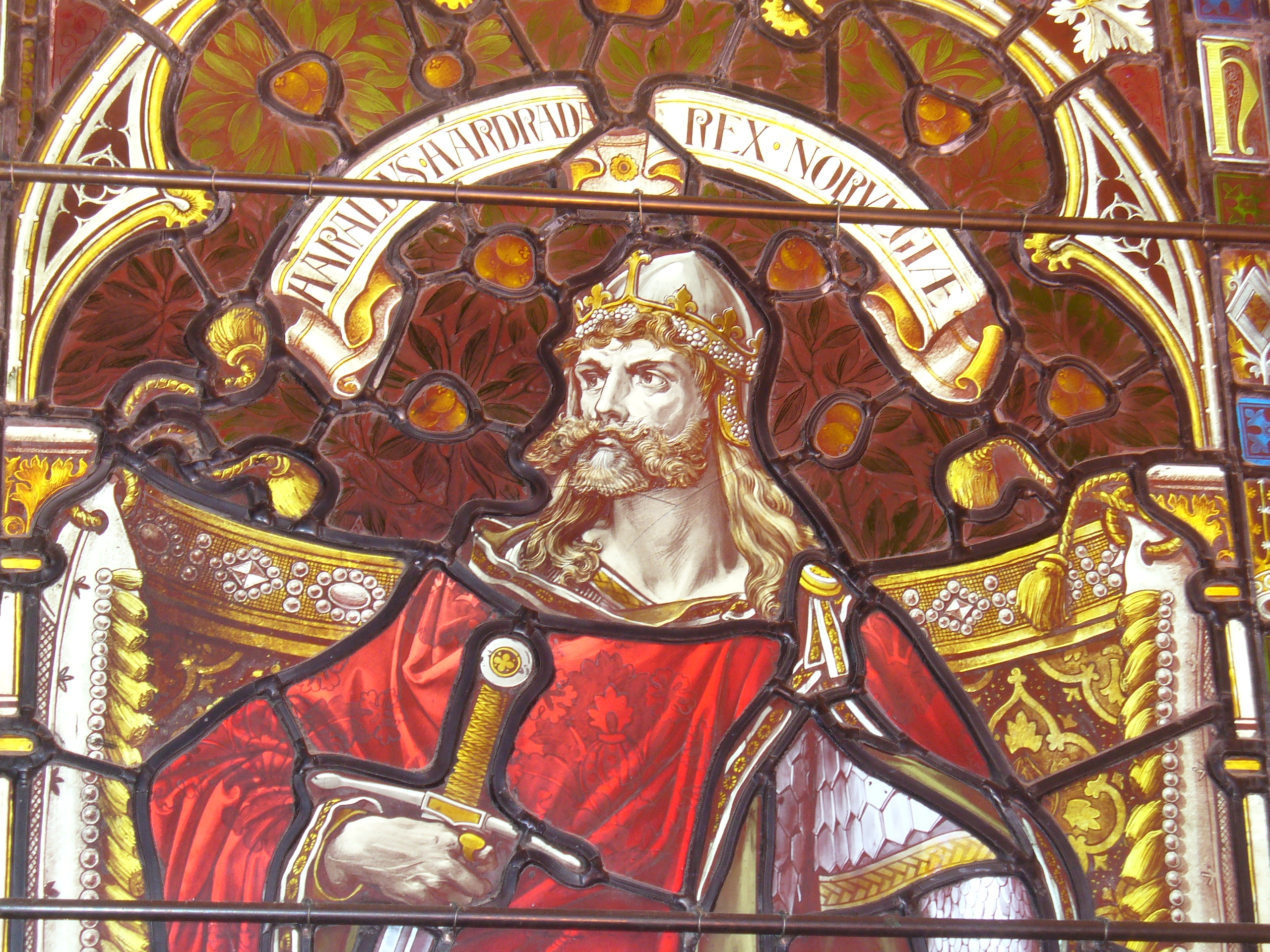
ノルウェー王 ハーラル3世(1015-1066)、スタンフォード・ブリッジの戦いで戦死。

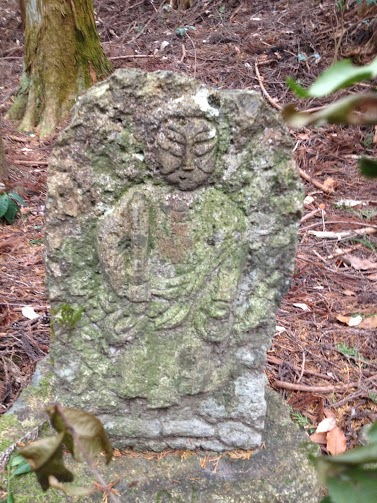
嘉吉の乱で6代将軍足利義教を暗殺した赤松満祐(1301-1333)、討伐され自刃。

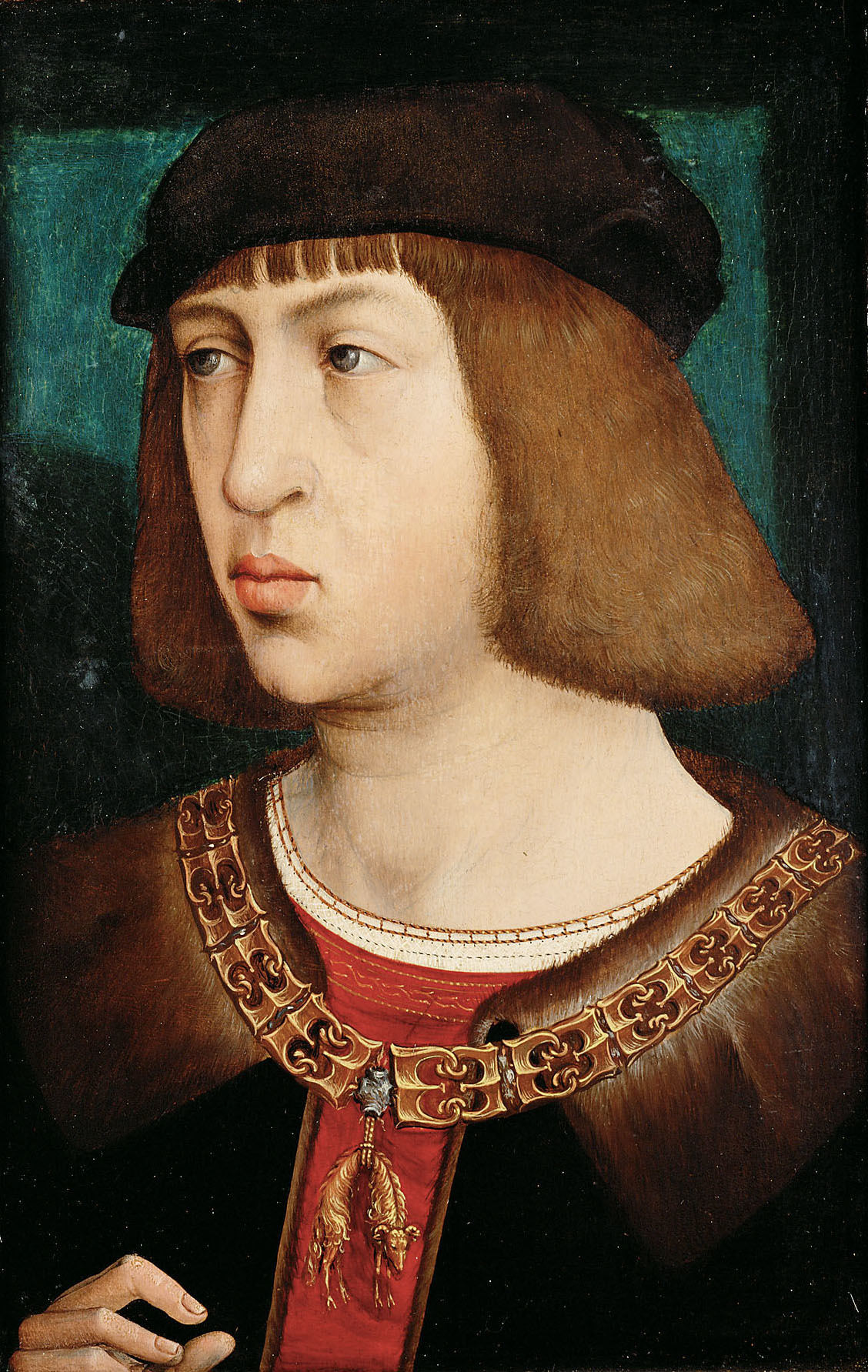
カスティーリャ王を僭称した フェリペ1世(1478-1506)、生水にあたり急死。

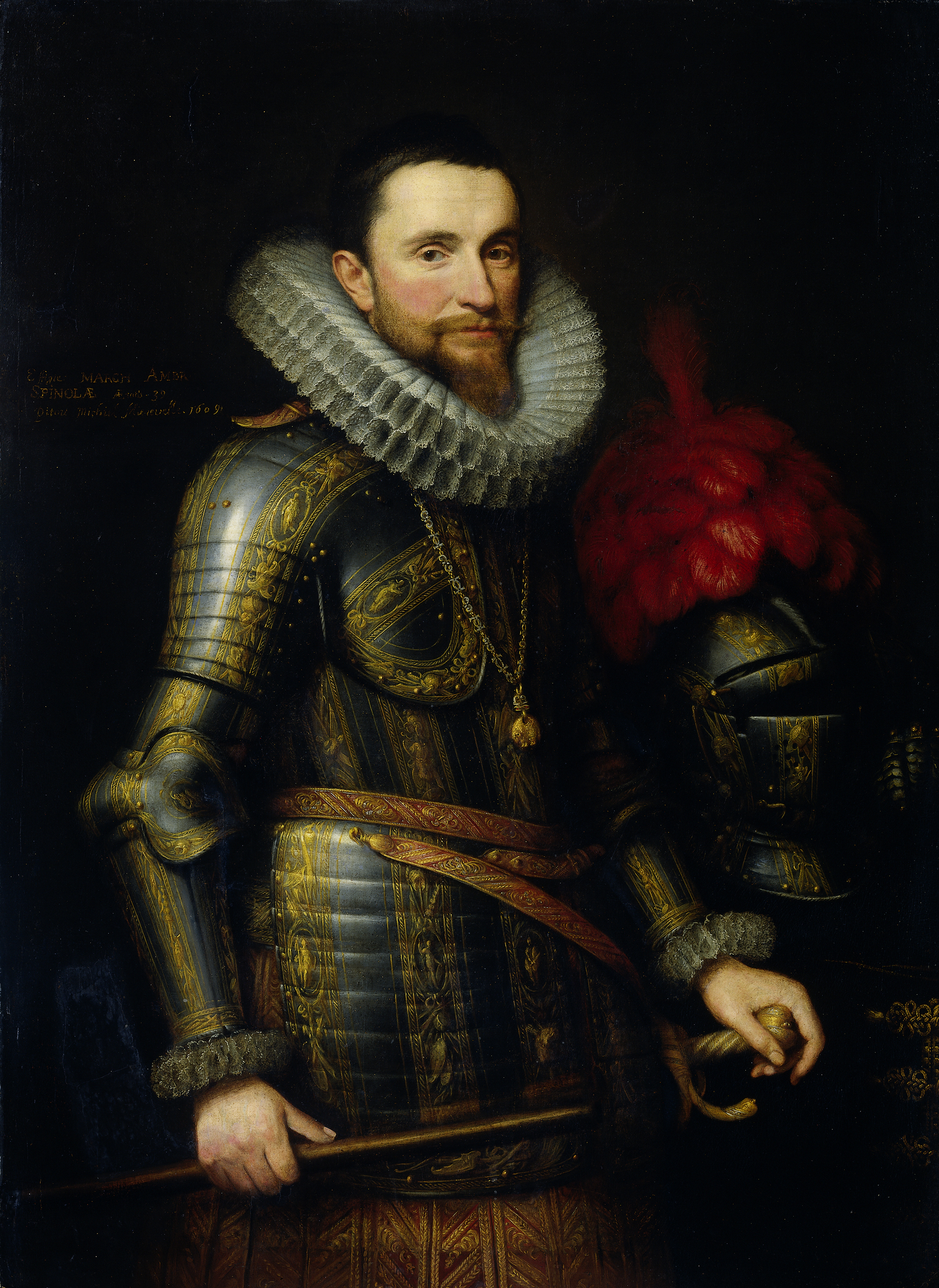
三十年戦争で活躍したジェノヴァ出身の軍人アンブロジオ・スピノラ(1569-1630)没。

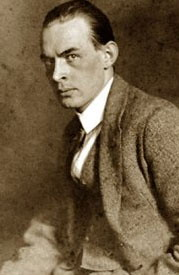
ドイツの作家、 エーリヒ・マリア・レマルク(1897-1970)没。

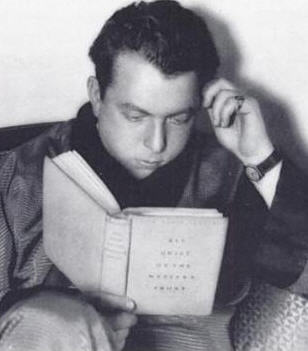
映画『西部戦線異状なし』を監督したルイス・マイルストン(1895-1980)没。

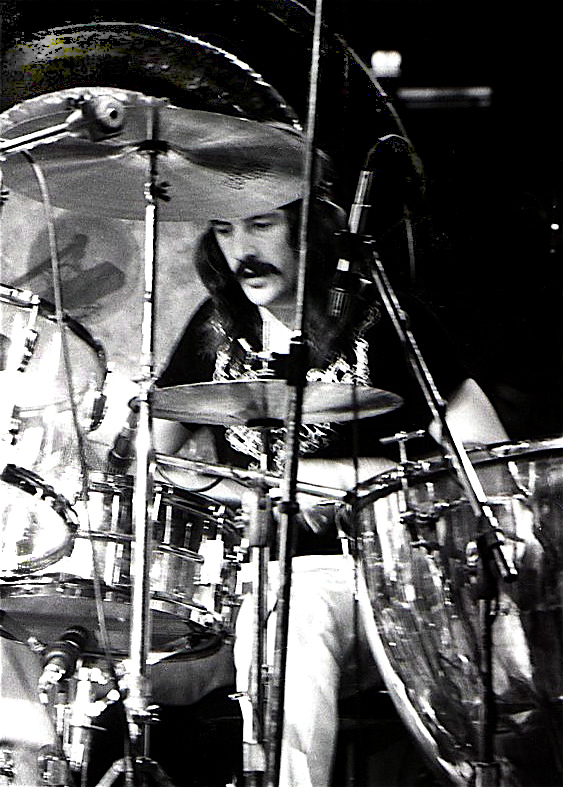
レッド・ツェッペリンのドラマー、ジョン・ボーナム(1948-1980)急死

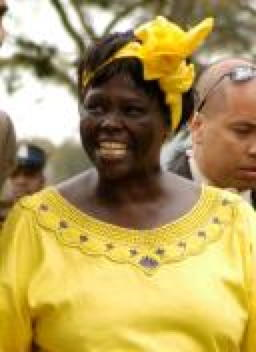
ケニアの環境保護活動家、 ワンガリ・マータイ(1940-2011)没。アフリカ初の女性ノーベル平和賞受賞者。

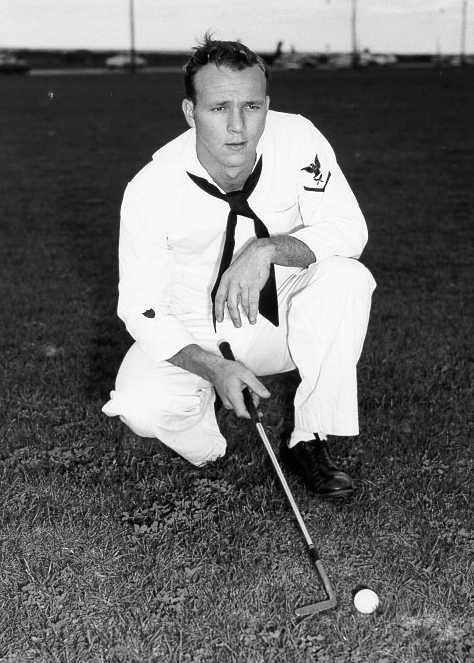
プロゴルファー、アーノルド・パーマー(1929-2016)没。

- 1066年 - ハーラル3世、ノルウェー王（* 1015年）
- 1333年（正慶2年/元弘3年8月16日） - 守邦親王、鎌倉幕府最後の征夷大将軍（* 1301年）
- 1441年（嘉吉元年9月10日） - 赤松満祐、室町時代の守護大名（* 1381年）
- 1506年 - フェリペ1世、カスティーリャ王（* 1478年）
- 1534年 - クレメンス7世、第219代ローマ教皇（* 1479年）
- 1544年 - ヴァレリウス・コルドゥス、医師、薬学者、植物学者（* 1515年）
- 1591年 - クリスティアン1世、ザクセン選帝侯（* 1560年）
- 1602年 - カスパル・ポイツァー（英語版）、医師、学者（* 1602年）
- 1617年（元和3年8月26日） - 後陽成天皇、第107代天皇（* 1571年）
- 1621年 - メアリー・シドニー（英語版）、詩人（* 1561年）
- 1630年 - アンブロジオ・スピノラ、スペインの軍人、傭兵（* 1569年）
- 1664年 - ヨハン・クリストフ・ペツ、作曲家（* 1664年）
- 1680年 - サミュエル・バトラー、詩人（* 1612年）
- 1690年 - ピーテル・ファン・リント、画家（* 1609年）
- 1705年（宝永2年8月8日） - 徳川光貞、第2代紀州藩主、徳川吉宗の父（* 1627年）
- 1762年（宝暦12年8月8日） - 山脇東洋、医学者（* 1706年）
- 1765年 - リチャード・ポコック（英語版）、聖職者、旅行作家（* 1704年）
- 1777年 - ヨハン・ハインリッヒ・ランベルト、数学者、物理学者、天文学者（* 1728年）
- 1792年 - ジャック・カゾット、作家、神秘思想家（* 1719年）
- 1793年 - カール・ヘンケ、天文学者（* 1793年）
- 1852年 - クリストフ・グーデルマン（英語版）、数学者（* 1798年）
- 1875年 - ジョン・ヒューズ・ベネット（英語版）、医師、生理学者、病理学者（* 1812年）
- 1885年 - 五代友厚、実業家（* 1836年）
- 1893年 - ルイーズ・フォン・フランソワ（英語版）、作家（* 1893年）
- 1893年 - アルバート・ムーア、画家（* 1841年）
- 1898年 - テオドール・リヒター、化学者（* 1824年）
- 1922年 - 東海散士、作家、衆議院議員（* 1853年）
- 1924年 - 國見山悦吉、大相撲力士（* 1876年）
- 1929年 - ミラー・ハギンス、プロ野球選手、監督（* 1878年）
- 1933年 - ポール・エーレンフェスト、理論物理学者（* 1880年）
- 1944年 - アルマ・ジードホフ・ブッシャー（英語版）、デザイナー（* 1899年）
- 1947年 - 清水澄、憲法学者、法学博士、枢密院議長（* 1868年）
- 1950年 - ジョージ・キングズリー・ジップ、言語学者、哲学者（* 1902年）
- 1952年 - 森安三郎、外交官（* 1880年）
- 1955年 - 石川栄耀、都市計画家（* 1893年）
- 1955年 - マーサ・ノレリウス、競泳選手、1924年パリ五輪・1928年アムステルダム五輪金メダリスト（* 1908年）
- 1958年 - 佐竹利市、技術者、実業家、サタケ（旧佐竹製作所）創業者（* 1863年）
- 1958年 - ジョン・B・ワトソン、心理学者（* 1878年）
- 1960年 - エミリー・ポスト、小説家、エッセイスト（* 1873年）
- 1961年 - 松村善蔵[17]、実業家、丸善石油（現コスモ石油）創立者（* 1886年）
- 1965年 - 大迫元繁[18]、政治家、元宮崎市長（* 1883年）
- 1968年 - 加藤土師萌、陶芸家（* 1900年）
- 1968年 - ウィリアム・アイリッシュ、推理作家（* 1903年）
- 1970年 - エーリヒ・マリア・レマルク、小説家（* 1898年）
- 1970年 - イェフィム・ゴリシェフ、画家、作曲家（* 1897年）
- 1976年 - レッド・フェイバー、プロ野球選手（* 1888年）
- 1978年 - 小熊虎之助、心理学者（* 1888年）
- 1979年 - タピオ・ラウタヴァーラ、陸上競技選手、俳優、歌手（* 1915年）
- 1979年 - 周立波、作家（* 1908年）
- 1980年 - マリー・ウンテル、詩人（* 1883年）
- 1980年 - ルイス・マイルストン、映画監督（* 1895年）
- 1980年 - ジョン・ボーナム、ドラマー（* 1948年）
- 1983年 - レオポルド3世、ベルギー王（* 1901年）
- 1984年 - ウォルター・ピジョン、俳優（* 1897年）
- 1985年 - 更科源蔵、詩人、アイヌ文化研究家（* 1904年）
- 1986年 - ニコライ・セミョーノフ、化学者（* 1896年）
- 1987年 - メアリー・アスター、女優（* 1906年）
- 1990年 - 奥村土牛、日本画家（* 1889年）
- 1990年 - 石橋長英、医学者（* 1893年）
- 1990年 - 高橋展子、労働官僚（* 1916年）
- 1991年 - アリス・リッケンス（スウェーデン語版）、作家（* 1897年）
- 1991年 - ヴィヴィアーヌ・ロマンス、女優（* 1912年）
- 1991年 - クラウス・バルビー、ナチス・ドイツの戦争犯罪者（* 1913年）
- 1991年 - 西川貞一、ジャーナリスト、政治家（* 1902年）
- 1992年 - 井原岸高、政治家（* 1903年）
- 1992年 - 松尾和子、歌手（* 1935年）
- 1995年 - 及川ヒロオ、声優、俳優（* 1935年）
- 1995年 - 富山敬、声優（* 1938年）
- 1997年 - ジャン・フランセ、作曲家（* 1912年）
- 1998年 - 山野忠彦、樹医（* 1900年）
- 1998年 - 世耕政隆、自治大臣（* 1923年）
- 1999年 - マリオン・ジマー・ブラッドリー、SF作家（* 1930年）
- 2000年 - 浪越徳治郎、指圧師（* 1905年）
- 2001年 - ロバート・フロイド、計算機科学者（* 1936年）
- 2002年 - 大橋宵火、俳人（* 1908年）
- 2002年 - 大井龍夫、生物物理学者、京都大学名誉教授（* 1924年）
- 2003年 - 芹沢守利、実業家、元京浜急行電鉄社長（* 1915年）
- 2003年 - フランコ・モディリアーニ、経済学者（* 1918年）
- 2003年 - 夢路いとし、漫才師（* 1925年）
- 2003年 - エドワード・サイード、思想家（* 1935年）
- 2004年 - 牛尾一弘、政治家、島根県江津市長（* 1921年）
- 2005年 - ドン・アダムス、コメディアン、俳優、声優（* 1923年）
- 2005年 - ジョージ・アーチャー（英語版）、プロゴルファー（* 1939年）
- 2005年 - 藤岡宣男、声楽家（* 1964年）
- 2006年 - モーリーン・デイリー（英語版）、作家（* 1921年）
- 2007年 - 石川忠雄、歴史学者（* 1922年）
- 2007年 - 松永信夫、サッカー選手、指導者（* 1922年）
- 2007年 - ワシの良春、キャラクターデザイナー（* 1942年）
- 2008年 - 西郷信綱、国文学者（* 1916年）
- 2008年 - 冲永荘一、帝京大学創設者（* 1933年）
- 2009年 - 土屋公献、弁護士、元日本弁護士連合会会長（* 1923年）
- 2009年 - アリシア・デ・ラローチャ、ピアニスト（* 1923年）
- 2009年 - 土井正三、プロ野球選手、監督（* 1942年）
- 2009年 - 金田惠子[19]、ボウリング選手（* 1948年）
- 2011年 - 河本国雄[20]、実業家、元平和不動産社長、元第一証券（現三菱UFJモルガン・スタンレー証券）社長（* 1921年）
- 2011年 - 堂昌一[21]、挿絵画家（* 1926年）
- 2011年 - 小山立雄、実業家、アイネグループ元会長（* 1926年）
- 2011年 - ワンガリ・マータイ、環境保護活動家、ノーベル平和賞受賞者（* 1940年）
- 2012年 - 岸田純之助、科学ジャーナリスト（* 1920年）
- 2012年 - 玉川スミ、浪曲師、漫談家（* 1920年）
- 2012年 - アンディ・ウィリアムス、歌手（* 1927年）
- 2013年 - 知念正真、劇作家、演出家（* 1941年）
- 2014年 - バーバラ・ウォッシュバーン（英語版）、登山家（* 1914年）
- 2014年 - 島谷清、実業家、元安田倉庫社長、元富士銀行取締役（* 1918年）
- 2014年 - ドロシー・オーダム、走高跳選手（* 1920年）
- 2014年 - 山吉克昌、俳優（* 1934年）
- 2014年 - TENN、MC（ET-KING）（* 1978年）
- 2015年 - 高橋一郎、政治家（* 1926年）
- 2015年 - 6代目宝井馬琴、講談師（* 1935年）
- 2016年 - 水原春郎、医師、俳人、聖マリアンナ医科大学名誉教授（* 1922年）
- 2016年 - 瀬原義生、歴史学者、立命館大学名誉教授（* 1927年）
- 2016年 - 近藤公夫、造園家、奈良女子大学名誉教授（* 1929年）
- 2016年 - アーノルド・パーマー、プロゴルファー（* 1929年）
- 2016年 - 浅井慶三郎、経営学者、慶應義塾大学名誉教授（* 1930年）
- 2016年 - ホセ・フェルナンデス、プロ野球選手（* 1992年）
- 2017年 - 新井淳一（英語版）、テキスタイルプランナー（* 1932年）
- 2017年 - 徳川慶朝[22]、写真家、徳川慶喜の曾孫、旧公爵徳川慶喜家当主（* 1950年）
- 2017年 - つかじ俊[23]、漫画家（* 1990年）
- 2018年 - ジェリー・ソープ、映画監督（* 1926年）
- 2018年 - ジャック・マキニー、バスケットボール指導者（* 1935年）
- 2019年 - 野崎一、化学者（* 1922年）
- 2019年 - 盧載鉉、軍人（* 1926年）
- 2019年 - パウル・バドゥラ＝スコダ、ピアニスト、音楽学者（* 1927年）
- 2019年 - マイケル・D・コウ、考古学者、人類学者、碑文研究者（* 1929年）
- 2019年 - 高島準司、実業家、元住友不動産社長（* 1930年）
- 2020年 - 森部一夫[24]、実業家、元ミツミ電機社長（* 1931年）
- 2020年 - 野崎健輔、映像作家（* 1931年）
- 2020年 - 大坂弘道、木工芸家、人間国宝（* 1937年）
- 2020年 - S・P・バーラスブラマニアム、プレイバックシンガー[25]、音楽監督、俳優（* 1946年）
- 2021年 - 越中哲也、郷土史家（* 1921年）
- 2021年 - 桜井順、作曲家、作詞家（* 1934年）
- 2021年 - 山本高大、活動家、元YouTuber（* 1984年）
- 2022年 - 明石博義、実業家、元西日本鉄道社長・会長（* 1936年）
- 2022年 - 池永正明、プロ野球選手（* 1946年）
- 2022年 - 金聖東、小説家（* 1947年）
- 2023年 - エウジェニオ・カラビ、数学者（* 1923年）
- 2023年 - 六代目三遊亭圓太、落語家（* 1932年）
- 2023年 - デヴィッド・マッカラム、俳優（* 1933年）
- 2023年 - 片峯誠、政治家、元福岡県飯塚市長（* 1956年）
- 2024年 - 安城欽寿、実業家、元京セラ社長（* 1934年）
- 2024年 - 乗峯栄一、小説家、競馬評論家（* 1955年）

### 人物以外（動物など）
- 2010年 - エレーヌ、競走馬（* 2007年）

## 記念日・年中行事
- 秋の社日（ 日本）（秋分に最も近い戊の日）
- 軍隊記念日（ モザンビーク）
- スターリングシルバーの日（ 日本）
銀製品専門店株式会社宮本商行が制定。スターリングシルバーとは、92.5％が銀、7.5％が銅などの割り金をした合金。その魅力について、より多くの人に親しんでもらいたいのが目的。日付はスターリングシルバーの純度1000分の925の「925」から[26]。
- 藤ノ木古墳の日（ 日本）
1985年（昭和60年）のこの日、奈良県生駒郡斑鳩町の藤ノ木古墳の第一次発掘調査で、石室と家形石棺が発堀されたことを記念。世界でも類例のない豪華な馬具などの副葬品が出土した。一つの棺に二人の成人男性が葬られており､誰のお墓なのかはわかっていないが、多くの貴重な副葬品や墓守がいたことなどから、皇族の格の高い貴人のお墓だと考えられている[27][28][29]｡
- 主婦休みの日（ 日本）
主婦がほっと一息ついて自分磨きやリフレッシュするのが目的で、株式会社サンケイリビング新聞社が中心になって制定。日付は年末年始、ゴールデンウィーク、夏休みなどの主婦が忙しい時期のあとの1月25日、5月25日、9月25日の年3日を設定した[30]。
- 作業療法の日（ 日本）[31]